# Richard Gilliland
Richard Gilliland est un acteur américain né le 23 janvier 1950 à Fort Worth, Texas (États-Unis), et mort le 18 mars 2021 à Los Angeles.

## Biographie
De 1987 à sa mort, il partage sa vie avec l'actrice Jean Smart.
Il meurt le 18 mars 2021 à Los Angeles, à l'âge de 71 ans. Il est incinéré, et ses cendres sont remises à sa veuve.

## Filmographie
- 1974 : Unwed Father (TV) : Jeff
- 1974 : The Family Kovack (TV) : Lenni Kovack
- 1975 : Les Insectes de feu (Bug) : Gerald Metbaum
- 1976 : Stay Hungry : Hal
- 1977 : Le Bison blanc (The White Buffalo) : Cpl. Kileen
- 1977 : Opération charme ("Operation Petticoat") (série télévisée) : Lt. Nick Holden (1977-1978)
- 1978 : Les Quatre Filles du docteur March (Little Women) (TV) : Theodore 'Laurie' Lawrence
- 1981 : La Famille des collines ("The Waltons") (série télévisée) : Arlington Wescott Jones (Jonesy)
- 1982 : A Wedding on Walton's Mountain (TV) : Jonesy
- 1982 : Mother's Day on Waltons Mountain (TV) : Jonesy
- 1982 : A Day for Thanks on Walton's Mountain (TV) : Jonesy
- 1982 : Y a-t-il enfin un pilote dans l'avion ? (Airplane II: The Sequel) : Lt. Pervis
- 1983 : The Night the Bridge Fell Down (TV) : Harvey Lewis
- 1983 : Just Our Luck (en) (série télévisée) : Keith Burrows
- 1985 : Challenge of a Lifetime (TV) : Will Brodsky
- 1985 : Embassy (TV) : Ted Davidson
- 1986 : Acceptable Risks (TV) : David Kohler
- 1987 : Happy Hour : Blake Teegarden
- 1988 : Police Story: Monster Manor (TV)
- 1989 : Heartland (série télévisée) : Tom Stafford
- 1990 : Escape : Heavy #4
- 1990 : A Killing in a Small Town (TV) : Dale Morrison
- 1991 : Bad Attitudes (TV) : Jurgen
- 1992 : Le Temps d'une idylle (Just My Imagination) (TV) : Carl Chester
- 1993 : Le Fracas du silence (Not in My Family) (TV) : Tom Worth
- 1994 : Retour vers le passé (Take Me Home Again) (TV) : Russ
- 1995 : The West Side Waltz (TV)
- 1996 : Playing Dangerous 2 : Jack Harrison
- 1996 : The Man Next Door (TV) : Moe
- 1997 : Enquête à San Francisco (Dog Watch) : Orlanser
- 1997 : Au nom de toutes les femmes (Two Voices) (TV) : Louis McClennon
- 1997 : Star Kid : Roland Griffith
- 2002 : Home Room : Mr. Cartwright
- 2002 : Vampire Clan (en) de John Webb : Sgt. Ben Odom
- 2003 : Le Destin d'Audrey (Audrey's Rain) (TV) : Terry Lloyd
- 2003 : Kim Possible : La Clé du temps (Kim Possible: A Sitch in Time) (TV) : McHenry (voix)
- 2017 : Esprits criminels (TV) : Bob Orci